# Noorwegen op de Olympische Zomerspelen 1924
Noorwegen nam deel aan de Olympische Zomerspelen 1924 in Parijs, Frankrijk. De 10 medailles waren goed voor een zevende plaats in het medailleklassement.

## Medailleoverzicht
| Sport       | Olympiër                                                                 | Discipline                        | Medaille |
| ----------- | ------------------------------------------------------------------------ | --------------------------------- | -------- |
| Boksen      | Otto von Porat                                                           | +79,4kg (m)                       | Goud     |
| Schietsport | Ole Lilloe-Olsen                                                         | dubbel schot lopend hert (m)      | Goud     |
| Schietsport | Einar Liberg Ole Lilloe-Olsen Harald Natvig Otto Olsen Oluf Wesmann-Kjær | 1 schot lopend hert (m)           | Goud     |
| Zeilen      | Eugen Lunde Christopher Dahl Anders Lundgren                             | 6m klasse                         | Goud     |
| Zeilen      | Rick Bockelie Harald Hagen Ingar Nielsen Carl Ringvold Carl Ringvold jr. | 8m klasse                         | Goud     |
| Schietsport | Einar Liberg Ole Lilloe-Olsen Harald Natvig Otto Olsen Oluf Wesmann-Kjær | dubbel schot lopend hert team (m) | Zilver   |
| Zeilen      | Henrik Robert                                                            | 12 voets jol                      | Zilver   |
| Atletiek    | Sverre Hansen                                                            | verspringen (m)                   | Brons    |
| Boksen      | Sverre Sörsdal                                                           | +79,4kg (m)                       | Brons    |
| Schietsport | Otto Olsen                                                               | enkel schot lopend hert team (m)  | Brons    |

## Deelnemers en resultaten

### Atletiek
| Olympiër                                                 | Discipline               | Resultaat    | Prestatie |
| -------------------------------------------------------- | ------------------------ | ------------ | --- |
| Charles Hoff                                             | 400m (m)                 | 10e          | serie 6: 2de in 53,0 kwartfinale 2: 2de in 49,2 halve finale 2: 4de in 48,8                                                       |
| Charles Hoff                                             | 800m (m)                 | 8e           | serie 8: 3de in 2.02,1 halve finale 3: 3de in 1.58,4 finale: 8ste in 1.56,7                                                       |
| Gunnar Larssen                                           | 110m horden (m)          | DNS          | niet gestart |
| Oli Gulli                                                | 400m horden (m)          | DNS          | niet gestart |
| Nils Andersen Johan Badendyck Hans Gundhus Haakon Jansen | 3000m team (m)           | 5e           | serie 1: 3de met 27 punten |
| Trygve Tangen                                            | marathon (m)             | DNS          | niet gestart |
| Erling Aastad                                            | verspringen (m)          | 13e          | kwalificatie groep C: 4de met 6,72m                                                                                               |
| Sverre Hansen                                            | verspringen (m)          | Brons        | kwalificatie groep B: 1ste met 7,26m finale: 3de                                                                                  |
| Charles Hoff                                             | verspringen (m)          | DNS          | niet gestart |
| Kaare Bache                                              | hink-stap-springen (m)   | DNS          | niet gestart |
| Sverre Helgesen                                          | hink-stap-springen (m)   | DNS          | niet gestart |
| Arne Randmæl                                             | hink-stap-springen (m)   | DNS          | niet gestart |
| Sverre Hansen                                            | hoogspringen (m)         | DNS          | niet gestart |
| Sverre Helgesen                                          | hoogspringen (m)         | 8e           | kwalificatie groep C: 1ste met 1,83m finale: 8ste met 1,83m                                                                       |
| Charles Hoff                                             | polsstokhoogspringen (m) | DNS          | niet gestart |
| Ketil Askildt                                            | kogelstoten (m)          | 15e          | kwalificatie groep A: 6de met 13,09m                                                                                              |
| Ketil Askildt                                            | discuswerpen (m)         | align=center | kwalificatie groep C: 3de met 43,405m finale: 5de met 43,40m                                                                      |
| Oli Gulli                                                | vijfkamp (m)             | DNS          | niet gestart |
| Martin Mølster                                           | vijfkamp (m)             | 11e          | verspringen: 19de met 6,200m discuswerpen: 12de met 47,91m 200m: 15de in 24,2 speerwerpen: 7de met 34,69m totaal: 2522,265 punten |
| Charles Hoff                                             | tienkamp (m)             | DNS          | niet gestart |

### Boksen
| Olympiër          | Discipline  | Resultaat | Prestatie |
| ----------------- | ----------- | --------- | --- |
| Fridtjof Andersen | -53,5kg (m) | DNS       | niet gestart |
| Hans Pedersen     | -53,5kg (m) | DNS       | niet gestart |
| Olaf Hansen       | -57,2kg (m) | 9e        | 1ste ronde: vrij 2de ronde: V van USA Fields: beslissing |
| Haakon Hansen     | -61,2kg (m) | 5e        | 1ste ronde: W van AUT Eicholzer: beslissing 2de ronde: W van DEN Petersen: beslissing kwartfinale: V van DEN Nielsen: beslissing |
| Kristoffer Nilsen | -61,2kg (m) | 17e       | 1ste ronde: V van RSA Beland: beslissing |
| Edgar Christensen | -66,7kg (m) | 9e        | 1ste ronde: W van ITA Colacicco: beslissing 2de ronde: V van USA Mello: knock-out |
| Alf Pedersen      | -66,7kg (m) | 17e       | 1ste ronde: V van NED Cornelissen: beslissing |
| Aage Steen        | -66,7kg (m) | DNS       | niet gestart |
| Wilhelm Hansen    | -72,6kg (m) | DNS       | niet gestart |
| Øivind Jensen     | -72,6kg (m) | 9e        | 1ste ronde: W van NED Meeuwessen: beslissing 2de ronde: V van CAN Henning: scheidsrechterlijke beslissing |
| Trygve Stokstad   | -72,6kg (m) | 17e       | 1ste ronde: V van GBR Mallin: beslissing |
| Knut Espetvedt    | -79,4kg (m) | DNS       | niet gestart |
| Sverre Sørsdal    | -79,4kg (m) | Brons     | 1ste ronde: W van BEL Delarge: beslissing 2de ronde: W van IRL Kidley: scheidsrechterlijke beslissing kwartfinale: W van USA Kirby: beslissing halve finale: V van DEN Petersen: beslissing bronzen finale: W van ITA Saraudi: walk-over |
| Otto von Porat    | -79,4kg (m) | Goud      | 1ste ronde: W van AUS Jardine: knock-out kwartfinale: W van ITA Bertazzolo: knock-out halve finale: W van ARG Porzio: beslissing finale: W van DEN Petersen: beslissing                                                                  |

### Moderne vijfkamp
| Olympiër      | Discipline  | Resultaat | Prestatie |
| ------------- | ----------- | --------- | --- |
| Leif Knudtzon | individueel | 21e       | schietsport: 15de met 167 punten zwemmen: 17de in 6.21,2 schermen: 30ste met 30,5 punten paardensport: 15de met 113 punten atletiek: 22ste in 14.30,0 totaal: 99,5 punten |
| Olliver Smith | individueel | 16e       | schietsport: 18de met 164 punten zwemmen: 8ste in 5.58,8 schermen: 34ste met 34,5 punten paardensport: 21ste met 102 punten atletiek: 6de in 13.13,0 totaal: 87,5 punten  |

### Schermen
| Olympiër                                                        | Discipline     | Resultaat | Prestatie |
| --------------------------------------------------------------- | -------------- | --------- | --- |
| Sigurd Akre-Aas                                                 | degen (m)      | 29e       | 1ste ronde groep F: 2de met 4 overwinningen kwartfinale D: 8ste met 4 overwinningen                                                                                 |
| Johan Falkenberg                                                | degen (m)      | 60e       | 1ste ronde groep A: 9de met 3 overwinningen |
| Raoul Heide                                                     | degen (m)      | 13e       | 1ste ronde groep G: 3de met 5 overwinningen kwartfinale A: 1ste met 7 overwinningen halve finale A: 7de met 5 overwinningen                                         |
| Frithjof Lorentzen                                              | degen (m)      | 60e       | 1ste ronde groep B: 9de met 1 overwinning |
| Sigurd Akre-Aas Johan Falkenberg Raoul Heide Frithjof Lorentzen | degen team (m) | 29e       | 1ste ronde groep A: 3de met 0,5 overwinningen |
| Sigurd Akre-Aas                                                 | floret (m)     | 36e       | 1ste ronde groep F: 4de met 1 overwinning |
| Johan Falkenberg                                                | floret (m)     | 25e       | 1ste ronde groep K: 2de met 2 overwinningen 2de ronde groep A: 4de met 2 overwinningen                                                                              |
| Frithjof Lorentzen                                              | floret (m)     | 11e       | 1ste ronde groep G: 3de met 1 overwinning 2de ronde groep B: 2de met 4 overwinningen kwartfinale C: 4de met 2 overwinningen halve finale B: 6de met 0 overwinningen |
| Sigurd Akre-Aas                                                 | sabel (m)      | 36e       | 1ste ronde groep F: 4de met 1 overwinning |

### Schietsport
| Olympiër                                                                         | Discipline                         | Resultaat | Prestatie  |
| -------------------------------------------------------------------------------- | ---------------------------------- | --------- | ---------- |
| Olaf Johanssen                                                                   | 50m geweer liggend (m)             | 45e       | 375 punten |
| August Onsrud                                                                    | 50m geweer liggend (m)             | 26e       | 385 punten |
| Willy Røgeberg                                                                   | 50m geweer liggend (m)             | 18e       | 388 punten |
| Olaf Sletten                                                                     | 50m geweer liggend (m)             | 26e       | 385 punten |
| Halvard Angaard                                                                  | 600m vrij geweer liggend (m)       | 19e       | 83 punten  |
| Olaf Johanssen                                                                   | 600m vrij geweer liggend (m)       | 41e       | 78 punten  |
| Otto Olsen                                                                       | 600m vrij geweer liggend (m)       | 51e       | 73 punten  |
| August Onsrud                                                                    | 600m vrij geweer liggend (m)       | 35e       | 79 punten  |
| Ludvig Larsen Olaf Johanssen Willy Røgeberg Halvard Angaard Otto Olsen           | 400,600m,800m vrij geweer team (m) | 8e        | 594 punten |
| Einar Liberg                                                                     | 25m snelvuurpistool (m)            | 8e        | 18 punten  |
| Eivind Holmsen                                                                   | trap (m)                           | 19e       | 90 punten  |
| Ole Lilloe-Olsen                                                                 | trap (m)                           | 11e       | 94 punten  |
| Martin Stenersen                                                                 | trap (m)                           | 19e       | 90 punten  |
| Oluf Wesmann-Kjær                                                                | trap (m)                           | 16e       | 92 punten  |
| Ole Lilloe-Olsen Oluf Wesmann-Kjær Eivind Holmsen Martin Stenersen Harald Natvig | trap team (m)                      | 7e        | 336 punten |
| Einar Liberg                                                                     | enkel schot lopend hert team (m)   | 7e        | 36 punten  |
| Ole Lilloe-Olsen                                                                 | enkel schot lopend hert team (m)   | 15e       | 33 punten  |
| Harald Natvig                                                                    | enkel schot lopend hert team (m)   | 7e        | 36 punten  |
| Otto Olsen                                                                       | enkel schot lopend hert team (m)   | Brons     | 39 punten  |
| Einar Liberg Ole Lilloe-Olsen Harald Natvig Otto Olsen Oluf Wesmann-Kjær         | 1 schot lopend hert (m)            | Goud      | 160 punten |
| Einar Liberg                                                                     | dubbel schot lopend hert team (m)  | 5e        | 70 punten  |
| Ole Lilloe-Olsen                                                                 | dubbel schot lopend hert team (m)  | Goud      | 76 punten  |
| Harald Natvig                                                                    | dubbel schot lopend hert team (m)  | 9e        | 62 punten  |
| Oluf Wesmann-Kjær                                                                | dubbel schot lopend hert team (m)  | 13e       | 59 punten  |
| Einar Liberg Ole Lilloe-Olsen Harald Natvig Otto Olsen Oluf Wesmann-Kjær         | dubbel schot lopend hert team (m)  | Zilver    | 262 punten |

### Tennis
| Olympiër                     | Discipline     | Resultaat | Prestatie |
| ---------------------------- | -------------- | --------- | --- |
| Conrad Langaard              | enkelspel (m)  | 61e       | 1ste ronde: V van IND Fyzee: 2-6, 2-6, 3-6                                                                                            |
| Jack Nielsen                 | enkelspel (m)  | 17e       | 1ste ronde: vrij 2de ronde: W van DEN Tenger: 5-7, 6-4, 6-4, 9-7 3de ronde: V van FRA Borotra: 0-6, 1-6, 2-6                          |
| Conrad Langaard Jack Nielsen | dubbelspel (m) | 16e       | 1ste ronde: vrij 2de ronde: V van IND Hadi/Rutnam: 2-6, 3-6, 0-6                                                                      |
|                              |                |           | |
| Caro Dahl                    | enkelspel (v)  | 17e       | 1ste ronde: vrij 2de ronde: V van FRA Vlasto: 1-6, 0-6                                                                                |
| Molla Mallory                | enkelspel (v)  | 5e        | 1ste ronde: vrij 2de ronde: W van FRA Vaussard: 6-2, 6-3 3de ronde: W van NED Bouman: 9-7, 6-0 kwartfinale: V van USA Wills: 2-6, 3-6 |
|                              |                |           | |
| Caro Dahl Conrad Langaard    | dubbelspel (g) | 15e       | 1ste ronde: V van GRE Valaoritou/Zerlendis: 6-4, 2-6, 2-6                                                                             |
| Molla Mallory Jack Nielsen   | dubbelspel (g) | 9e        | 1ste ronde: W van BEL Dupont/Washer: 1-6, 6-3, 6-3 2de ronde: V van USA Zinderstein/Richards: 3-6, 2-6                                |

### Worstelen
| Olympiër         | Discipline     | Resultaat      | Prestatie |
| Grieks-Romeins   | Grieks-Romeins | Grieks-Romeins | Grieks-Romeins |
| ---------------- | -------------- | -------------- | --- |
| Sven Martinsen   | -58kg (m)      | 9e             | 1ste ronde: W van GRE Zervinis 2de ronde: W van DEN Andersen 3de ronde: V van BEL Dierickx 4de ronde: V van FIN Ikonen                                                                               |
| Ragnvald Olsen   | -58kg (m)      | 5e             | 1ste ronde: W van ITA Ponte 2de ronde: V van TCH Skopový 3de ronde: W van FRA Kueny 4de ronde: W van BEL Dierickx 5de ronde: V van FIN Ikonen                                                        |
| Martin Egeberg   | -62kg (m)      | 8e             | 1ste ronde: vrij 2de ronde: V van HUN Radvány 3de ronde: W van TCH Řezáč 4de ronde: V van SWE Svensson                                                                                               |
| Arthur Nord      | -62kg (m)      | 4e             | 1ste ronde: W van HUN Radvány 2de ronde: W van TCH Řezáč 3de ronde: W van EST Väli 4de ronde: W van JPN Naito 5de ronde: W van FRA Capron 6de ronde: V van SWE Malmberg 7de ronde: V van FIN Anttila |
| Arne Gaupset     | -67,5kg (m)    | 8e             | 1ste ronde: V van FIN Friman 2de ronde: W van AUT Bergmann 3de ronde: W van TCH Beránek 4de ronde: W van AUT Sesta 5de ronde: V van EST Kusnets                                                      |
| Erling Michelsen | -67,5kg (m)    | 20e            | 1ste ronde: V van DEN Friseneldt 2de ronde: V van ESP Solé |
| Paul Jahren      | -75kg (m)      | 20e            | 1ste ronde: W van ITA Gorgano 2de ronde: V van HUN Kónyi 3de ronde: V van ITA Gorletti |

### Zeilen
| Olympiër                                                                 | Discipline   | Resultaat | Prestatie             |
| ------------------------------------------------------------------------ | ------------ | --------- | --------------------- |
| Henrik Robert                                                            | 12 voets jol | Zilver    | 7 punten              |
| Eugen Lunde Christopher Dahl Anders Lundgren                             | 6m klasse    | Goud      | 2 punten: (3-1-1-1-1) |
| Rick Bockelie Harald Hagen Ingar Nielsen Carl Ringvold Carl Ringvold jr. | 8m klasse    | Goud      | 2 punten: (2-4-1-1-1) |

### Zwemmen
| Olympiër     | Discipline       | Resultaat | Prestatie                                             |
| ------------ | ---------------- | --------- | ----------------------------------------------------- |
| Sven Thaulow | 100m rugslag (m) | 9e        | serie 5: 1ste in 1.24,0 halve finale 2: 5de in 1.24,2 |

Argentinië · Australië · België · Brazilië · Brits-Indië · Bulgarije · Canada · Chili · Cuba · Denemarken · Ecuador · Egypte · Estland · Filipijnen · Finland · Frankrijk · Griekenland · Groot-Brittannië · Haïti · Hongarije · Ierland · Italië · Japan · Joegoslavië · Letland · Litouwen · Luxemburg · Mexico · Monaco · Nederland · Nieuw-Zeeland · Noorwegen · Oostenrijk · Polen · Portugal · Roemenië · Spanje · Tsjecho-Slowakije · Turkije · Uruguay · Verenigde Staten · Zuid-Afrika · Zweden · Zwitserland